# Ca la Vila (Sant Martí de Provençals)
Ca la Vila és un edifici situat a la plaça de Valentí Almirall del barri del Clot de Barcelona, catalogat com a bé cultural d'interès local. És la seu del districte de Sant Martí.

## Història
Fou projectat per l'arquitecte Antoni Rovira i Trias com a casa consistorial del municipi de Sant Martí de Provençals i construït entre 1865 i 1868. El 1888 fou reformat per Pere Falqués.

## Descripció
L'edifici és gairebé de planta quadrada, amb planta baixa i dos pisos. Les façanes laterals i posteriors són de línies senzilles, mentre que la façana principal té un caràcter monumental. Aquesta façana e divideix en dos cossos: la planta baixa amb tres obertures i la part superior del primer i segon pis presidida per una balconada emmarcada per unes pilastres i columnes.
Està presidit per una torre de pissarra grisa amb cúpula de racó de claustre coronada per una segona torre amb un balcó de ferro i un rellotge.